# Prawo oktaw
Prawo oktaw pierwiastków chemicznych zostało sformułowane przez Johna Alexandera Reina Newlandsa. Zauważył on, że:
po uszeregowaniu wszystkich znanych pierwiastków zgodnie z rosnącą masą atomową można stwierdzić podobieństwo do co ósmego z nich.
Odkrycie Newlandsa przyczyniło się do sformułowania prawa okresowości Mendelejewa.